# امیرآباد (اشنویه)
امیرآباد (اشنویه)، روستایی از توابع بخش مرکزی شهرستان اشنویه در استان آذربایجان غربی ایران است.

## جمعیت
این روستا در دهستان اشنویه شمالی قرار دارد و براساس سرشماری مرکز آمار ایران در سال ۱۳۸۵، جمعیت آن ۱٬۴۷۸ نفر (۳۱۸ خانوار) بوده‌است.